# Trichomorpha denticulata
Trichomorpha denticulata är en mångfotingart som beskrevs av Carl 1914. Trichomorpha denticulata ingår i släktet Trichomorpha och familjen Chelodesmidae. Inga underarter finns listade i Catalogue of Life.